# Orthorhynchoides acrobelus
Orthorhynchoides acrobelus is een keversoort uit de familie Belidae. De wetenschappelijke naam van de soort is voor het eerst geldig gepubliceerd in 1889 door Olliff.